# John Bourchier
John Bourchier, II barone Berners (Tharfield, 1467 – Calais, 1533), è stato un politico britannico.
Diplomatico in Francia, è noto soprattutto come traduttore di Jean Froissart, di cui pubblicò le Cronache (1525).